# Great Onyx Cave Entrance
Pour les articles homonymes, voir Onyx.
La Great Onyx Cave Entrance est une entrée de grotte du comté d'Edmonson, dans le Kentucky, aux États-Unis. Protégée au sein du parc national de Mammoth Cave, elle est inscrite au Registre national des lieux historiques depuis le 8 mai 1991.